# Sukcese (právo)
Sukcese je právní nástupnictví, při kterém určitý subjekt vstupuje do pozice subjektu jiného. Podle toho, zda jsou přebíraná práva či povinnosti omezena, nebo jde o všechna práva a povinnosti právního předchůdce, se rozlišuje mezi sukcesí singulární a univerzální. Pokud k tomu dojde v průběhu soudního řízení, soud posoudí, zda a s kým v řízení pokračovat.
Při singulární sukcesi právní nástupce vstupuje jen do jednoho určitého práva či povinnosti, případně více, jež jsou však přesně vymezena. Dochází k tomu při převzetí závazku, tedy postoupení pohledávky (cese) či převzetí dluhu, případně též u dědického odkazu a u prodeje obchodního závodu (viz rozhodnutí NSS 4 As 72/2012-52).
Univerzální sukcese naopak spočívá v převzetí všech práv a povinností právního předchůdce. Je tomu tak především v případě dědění, také ovšem při splynutí nebo sloučení právnických osob.